# Global Telecom
Global Telecom Holding S.A.E. (in precedenza Orascom Telecom Holding S.A.E.) (GTH)  è una società di telecomunicazioni, nata in Egitto e presente con i suoi servizi GSM in diversi, mercati in Medio Oriente, Africa, Asia, America settentrionale ed Europa.

## Storia
Nel 1997, Orascom Telecom Holding (OTH) è stata costituita come entità separata per consolidare gli interessi nel settore delle telecomunicazioni e della tecnologia del gruppo Orascom, fondato nel 1976 dalla famiglia dell'imprenditore egiziano Naguib Sawiris. Ha avviato l'attività creando il primo operatore di telefonia mobile egiziano, Mobinil, nel 1998.
Il 15 aprile 2011 il gruppo di telefonia russo-norvegese VimpelCom ha acquistato, attraverso Wind Telecom, il 51,7 % di Orascom e il 100 % di Wind Telecomunicazioni (WIND Italia)  e Wind Hellas, diventando il sesto operatore di telefonia mobile al mondo per numero di clienti. Orascom Telecom Holding è stata rinominata in Global Telecom Holding nel 2013.

## Presenza globale
Gli operatori di Global Telecom sono:
- Djezzy ( Algeria)
- Mobilink ( Pakistan)
- Banglalink ( Bangladesh)
- Telecel ( Zimbabwe)

Gestisce inoltre per conto del governo del Libano l'operatore libanese Alfa.

### Partecipazioni passate
- Koryolink ( Corea del Nord)
- Leo Burundi ( Burundi)
- Leo Namibia ( Namibia)
- Mobinil ( Egitto)
- SAIT ( RD del Congo)
- Telecel CAR ( Rep. Centrafricana)
- Wind Mobile ( Canada)

Dal 2003, Orascom era presente anche in Iraq con l'operatore di telefonia mobile Iraqna. La sussidiaria è stata ceduta nel 2007 a Zain e ribattezzata Zain Iraq.

## Altri settori
Global Telecom è presente a Bruxelles, in Belgio, attraverso delle sussidiarie che lavorano nello sviluppo della tecnologia WiMAX.
Global Telecom ha altre aziende non-GSM tra cui Arpu+, Ring, e Mena Cables.

## Wind Telecom
Wind Telecom (precedentemente Weather Investments) è la holding che controlla la maggioranza di Global Telecom. Deteneva anche Wind Telecomunicazioni in Italia e Wind Hellas in Grecia.